# Les Portes de la perception
Les Portes de la perception (titre original : The Doors of Perception) est un ouvrage d'Aldous Huxley, paru en 1954, qui rassemble une vingtaine d'essais de philosophie spirituelle.
L'un d'eux, le plus connu et qui a donné le titre au recueil, relate la première expérience faite par l'auteur de la mescaline, une substance psychédélique, sous la supervision d'un psychiatre anglais, le docteur Humphrey Osmond, et analyse l'intérêt de l'utilisation de ce type de substance dans le cadre du besoin de transcendance de l'être humain.
Le titre du recueil est une citation du poète mystique et visionnaire William Blake : « Si les portes de la perception étaient nettoyées, chaque chose apparaîtrait à l'homme telle qu'elle est, infinie » , extraite du recueil de textes en vers et en prose intitulé Le Mariage du Ciel et de l'Enfer.

## Résumé
Après une brève présentation des recherches autour de la mescaline, Huxley raconte qu'il en a consommé 0,4 gramme un jour de mai 1953 dans l'espoir de contempler des paysages visionnaires vivement colorés. Finalement, il constate un grand changement dans sa perception du monde extérieur, mais il ne voit que des lumières et des formes, ce qu'il impute au fait d'être un mauvais visualiseur.
Huxley affirme que l'expérience n'est ni agréable ni désagréable : elle « est » simplement.
Globalement, il écrit que la capacité à penser et à réfléchir normalement n'est pas réduite sous mescaline : les perceptions visuelles sont juste exacerbées, et l’utilisateur ne verra aucune raison d'agir tant l'expérience est fascinante.
En définitive, Huxley conclut que la mescaline ne permet pas d'éclairer le sujet, ni de lui fournir des visions béatifiques, mais considère l'expérience comme une grâce. La mescaline n'est pas nécessaire, mais elle peut être utile, surtout pour les intellectuels qui peuvent devenir des victimes des mots et des symboles (voir : Whorf). Il affirme qu'une personne qui vit une telle expérience est transformée positivement.

## Réception
Le livre a reçu un accueil à la fois positif et négatif de la part de personnalités appartenant à des domaines très distincts comme la littérature, la psychiatrie, la philosophie ou la religion.
Par exemple, le psychiatre anglais William Sargant a examiné le livre pour le British Medical Journal en se concentrant sur les réflexions au sujet de la schizophrénie. Il considère que le livre ramène au premier plan les souffrances mentales des schizophrènes et met ainsi les psychiatres face à leur échec à les soulager.
D'autres comme Roland Fisher et Joost A.M. Meerloo remettent en question la validité du récit d'Huxley ou mettent en avant son caractère subjectif.

## Postérité
- Ce titre a inspiré Jim Morrison dans son choix du nom du groupe dont il était le chanteur, The Doors[3],[4].

- Le caméo de Stan Lee, dans le film Doctor Strange, le montre lisant le livre et s'exclamant : "Ha ha, j'ai jamais rien lu d'aussi drôle." dans un bus[5].